# Iodeto de bismuto(III)
Iodeto de bismuto(III) é um composto inorgânico de fórmula química BiI3. É um sólido cinza escuro produto da reação do bismuto e o iodo. Esta reação teve interesse pela análise qualitativa inorgânica.

## Síntese
Iodeto de bismuto(III) se forma pelo aquecimento da mistura de bismuto metálico e iodo:
2Bi + 3I2 → 2BiI3
BiI3 pode também ser feito pela reação do óxido de bismuto(III) com o ácido iodídrico:
Bi2O3(s) + 6HI(aq) → 2BiI3(s) + 3H2O(l)